# Bärhäggmispel
Bärhäggmispel, Sen häggmispel, Saskatoon (Amelanchier alnifolia) är en växt i familjen rosväxter. 

## Utbredning
Arten kommer ursprungligen från Nordamerika, och har sitt naturliga utbredningsområde från norra USA upp till norra Kanada och Alaska. I Europa finns den främst som odlad och förvildad. I Sverige växer den i de södra och mellersta delarna.

## Utseende

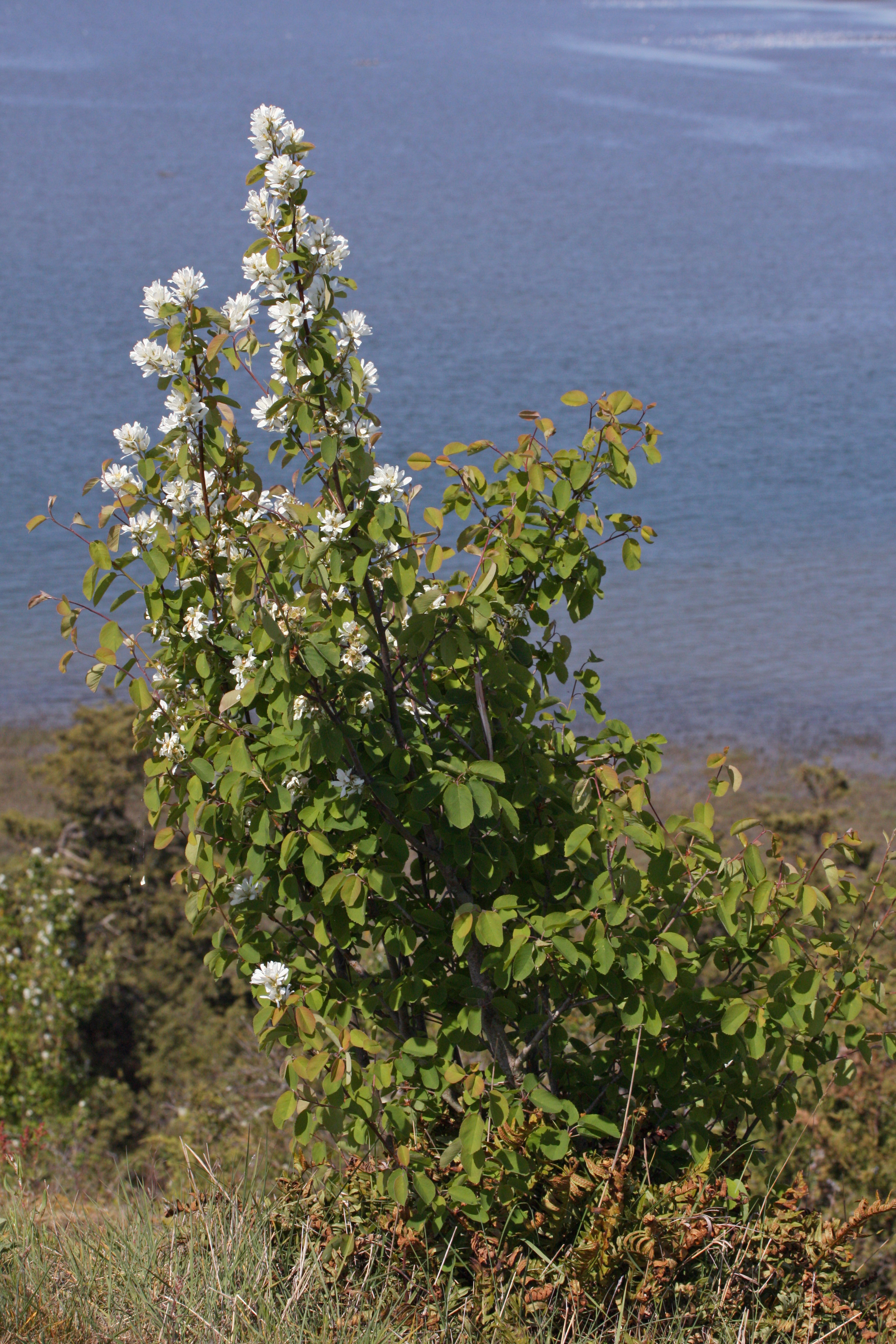
A. a. var. semiintegrifolia

Den växer som en buske eller ett lågt träd och blir upp till fyra meter hög. Bladen är strödda och, till skillnad mot andra häggmisplar, inte långa och smala, utan ovala och grovtandade. Blommorna är vita och kronbladen är hälften så breda som långa. Unga blad är kala, vilket är en skillnad mot häggmispel (A. spicata), vars unga blad är ludna undertill. Frukten är röd, via blå, till svartblå och rund till formen. Frukten har nedbörjda foderblad och dess spets är täthårig.

## Användning

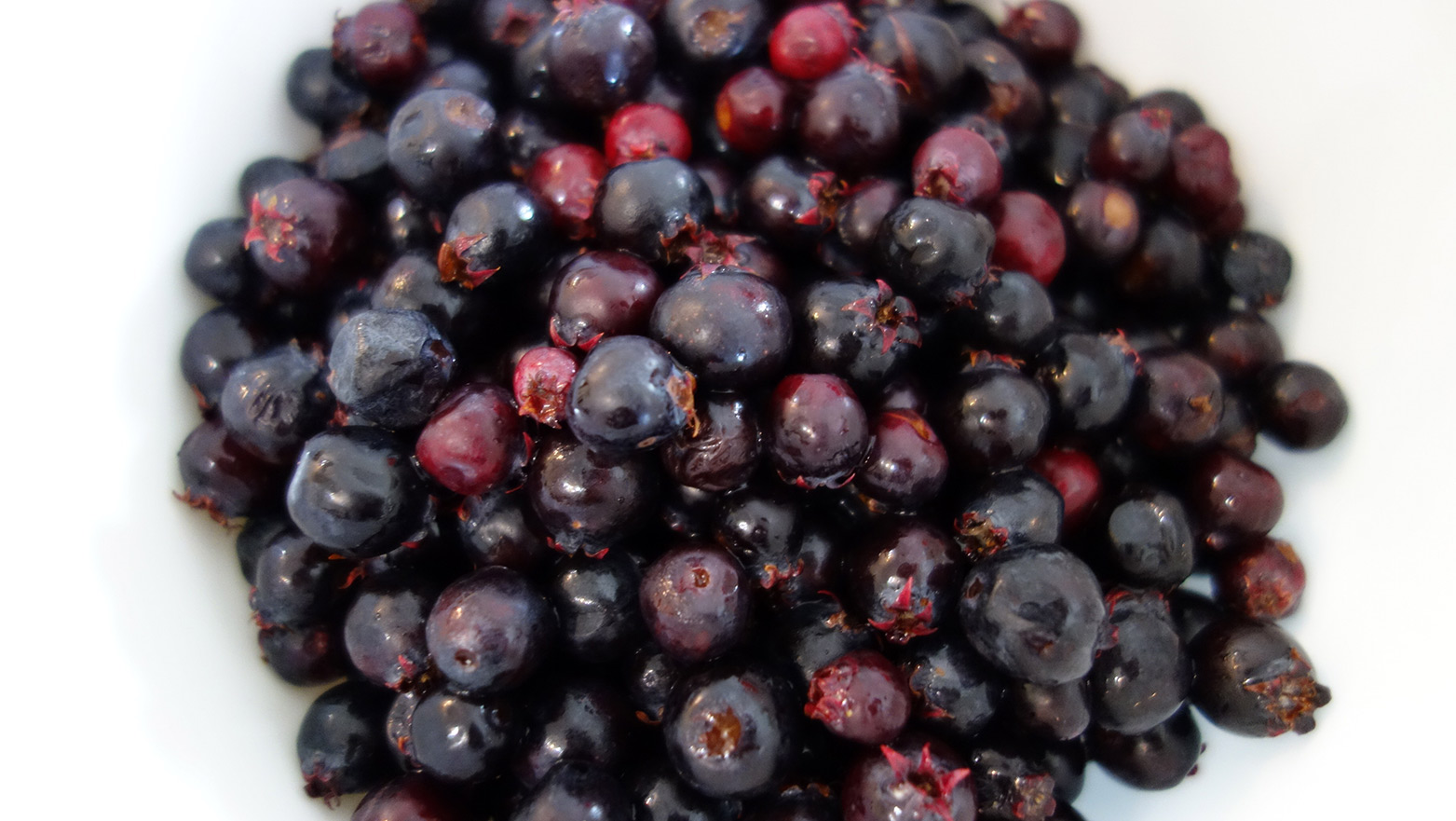
Saskatoonbär plockade i Alberta, Kanada

Frukten från bärhäggmispel är främst känd under namnet saskatoon(bär), och har länge använts som föda, såväl rå som tillagad eller torkad. De torkade bären kan bland annat användas i soppor och puddingar. Saskatoonbär liknar på många sätt blåbär, och har i stort sett samma näringsinnehåll. Bärhäggmispel har ett hårt trä som bland annat har använts till redskap och pilar. 